# ژان کالمار
ژان کالمار (به فرانسوی: Jean Calmard) (متولد ۱۹۳۱؛ درگذشته ۲۰۱۷) ایران‌شناس و پژوهشگر مردم‌شناسی و تاریخ اسلام بود که بعد از تکمیل تز دکترایش به نام «فرقهٔ امام حسین…» (به فرانسوی: Le Culte de l’Imam Husayn…) به عنوان محقق و مدرس در دانشگاه مشغول به کار شد. او مقاله‌های زیادی در زمینه تشیع، تاریخ ایران و تاریخ جغرافیایی ایران منتشر کرده است و جز نویسندگان دانشنامه اسلام (ویرایش دوم) و دانشنامه ایرانیکا بود.
ژان کالمار در سال ۱۹۳۱ در پاریس به دنیا آمد و زمانی که جوان بود برای چند سالی در نیروی دریایی فرانسه خدمت کرد. اوایل دهه سوم زندگی خود بود که پس از سه سال مسافرت به ایران و افغانستان و هند، اشتیاق خود را کشف کرد. او زبان‌های فارسی و اردو در مؤسسه ملی زبان‌ها و تمدن‌های شرقی فراگرفت و یک سال (۱۹۶۷–۱۹۶۸) در دانشگاه تهران گذراند.
حوزه اصلی تحقیقاتی ژان کالمار تاریخ تشیع و تحولات آیینی آن با تأکید بر ایران عصر صفوی تا دوره قاجار، جغرافیای تاریخی و تاریخ ایران بود. او رساله دکتری خویش را درباره مراسم محرم در ایران تألیف و از آن در دانشگاه پاریس ۳ در سال ۱۹۷۵/۱۳۵۴ دفاع کرد. سپس به عنوان عضو هیئت علمی و پژوهشگر در پاریس به کار پرداخت. پس از آن محقق و مدتی بعد مدیر بخش ایرانشناسی مرکز ملی تحقیقات فرانسه (CNRS) شد. تمرکز اصلی تحقیقاتی کالمار تحولات آیینی تشیع در ایران از صفویه تا قاجاریه بود و در همین موضوع مقالاتی بدیع و متعدد در نشریه‌های معتبر و نیز دانشنامه‌های مشهوری همچون چاپ دوم دائره المعارف اسلام (هلند) و دانشنامه ایرانیکا (آمریکا) منتشر کرد. او عضو هیئت تحریریه نشریه معروف استودیا ایرانیکا و از اعضای تحریریه رشته انتشاراتی بود که توسط انجمن تاریخ مشرق زمین Socie`te d`Histoire de L Orient نشر می‌یافت.